# Tokio-Runde
Die Tokio-Runde war eine Welthandelsrunde im Rahmen des Allgemeinen Zoll- und Handelsabkommen (GATT). Sie fand von 1973 bis 1979 in Tokio statt.
Die Tokio Runde war nach der Kennedy-Runde die sechste Zollrunde im Rahmen des GATT. Es nahmen an ihr 102 Länder teil. Ein Fokus der Runde lag auf dem Landwirtschaftssektor und Entwicklungsländern wurden in dieser Runde mehr Möglichkeiten der Partizipation gegeben.

## Ergebnisse
Die Tokio Runde hatte die Reduzierung von weltweiten Zöllen um bis zu einem Drittel zur Folge.
Während dieser Runde wurden mehrere Abkommen verhandelt. Da diese meistens jedoch nur von einigen Staaten ratifiziert wurden, also nicht flächendeckend in Kraft traten, wurden sie nur als „Codes“ bezeichnet. Sie betrafen zum großen Teil die Interpretation des GATT, jedoch waren einige auch Abkommen zu anderen Themen. Von diesen Abkommen wurden viele in der Uruguay-Runde in die entsprechenden WTO-Abkommen eingearbeitet. Nur vier bestanden weiter, der Code zum öffentlichen Beschaffungswesen (government procurement), zum Rindfleisch (bovine meat),  zur zivilen Luftfahrt (civil aircraft) und zu Milchprodukten (dairy products). Von denen traten aufgrund der Entscheidung der WTO Mitglieder 1997 die Codes zum Rindfleisch und der Milchprodukte außer Kraft.